# Wereldkampioenschap voetbal 2006 (Groep D) Mexico - Angola
Deze pagina is een subpagina van het artikel Wereldkampioenschap voetbal 2006. Hierin wordt de wedstrijd in de groepsfase in groep B tussen Mexico en Angola gespeeld op 16 juni 2006 nader uitgelicht.

## Nieuws voorafgaand aan de wedstrijd
- 13 juni - De Mexicaanse aanvaller Jared Borgetti zal niet meespelen tijdens de wedstrijd Mexico-Angola. Hij blesseerde zich in de wedstrijd tegen Iran en moest al na 51 minuten het veld verlaten. Volgens de Mexicaanse ploegarts zal hij 7 tot 10 dagen moeten rusten.

## Wedstrijdgegevens
| Datum                | 16 juni 2006                | 16 juni 2006                |
| Stadion              | AWD-Arena, Hannover         | AWD-Arena, Hannover         |
| Toeschouwers         | 43.000                      | 43.000                      |
| Scheidsrechter       | Shamsul Maidin              | Shamsul Maidin              |
| Assistenten          | Eisa Ghuloum Carlos Chandía | Eisa Ghuloum Carlos Chandía |
| Vierde man           | Prachya Permpanich          | Prachya Permpanich          |
| Man van de wedstrijd | João Ricardo                | João Ricardo                |
|                      | Mexico                      | Angola                      |
| Doelpunten           | 0                           | 0                           |
| Gele kaarten         | 1                           | 5                           |
| Rode kaarten         | 0                           | 1                           |
| Wissels              | 3                           | 3                           |
| Schoten op doel      | 8                           | 1                           |
| Schoten naast doel   | 13                          | 8                           |
| Overtredingen        | 20                          | 22                          |
| Hoekschoppen         | 6                           | 5                           |
| Buitenspel           | 0                           | 8                           |
| Strafschoppen        | 0                           | 0                           |
| Balbezit (tijd)      | 30'00"                      | 26'00"                      |
| Balbezit (%)         | 54%                         | 46%                         |

| Mexico | 0 – 0           | Angola |
| | goals (assists) | |
| Ricardo Lavolpe | bondscoach      | Luís Oliveira Gonçalves                                                                                         |
| Oswaldo Sánchez Carlos Salcido Rafael Marquez Ricardo Osorio Gerardo Torrado Zinha 52' Pavel Pardo Guillermo Franco 74' Gonzalo Pineda 78' Mario Méndez Omar Bravo | opstellingen    | João Ricardo Jamba Kali 73' Paulo Figueiredo André Macanga Akwa 68' Mateus Mendonca 83' Ze Kalanga Loco Delgado |
| Jesús Arellano 52' José Fonseca 74' Ramón Morales 78' | wissels         | 68' Mantorras 73' Rui Marques 83' Miloy                                                                         |
| Gonzalo Pineda 59' | gele kaarten    | 13' Delgado 50' Ze Kalanga 86' João Ricardo                                                                     |
| | rode kaarten    | 79' André Macanga                                                                                               |

## Overzicht van wedstrijden
| Groepswedstrijden | | | |
| Groep A | Groep B | Groep C | Groep D |
| Duitsland - Costa Rica Polen - Ecuador Duitsland - Polen Ecuador - Costa Rica Ecuador - Duitsland Costa Rica - Polen             | Engeland - Paraguay Trinidad en Tobago - Zweden Engeland - Trinidad en Tobago Zweden - Paraguay Zweden - Engeland Paraguay - Trinidad en Tobago | Argentinië - Ivoorkust Servië en Montenegro - Nederland Argentinië - Servië en Montenegro Nederland - Ivoorkust Nederland - Argentinië Ivoorkust - Servië en Montenegro | Mexico - Iran Angola - Portugal Mexico - Angola Portugal - Iran Portugal - Mexico Iran - Angola                               |
| Groep E | Groep F | Groep G | Groep H |
| Italië - Ghana Verenigde Staten - Tsjechië Italië - Verenigde Staten Tsjechië - Ghana Tsjechië - Italië Ghana - Verenigde Staten | Australië - Japan Brazilië - Kroatië Brazilië - Australië Japan - Kroatië Japan - Brazilië Kroatië - Australië                                  | Frankrijk - Zwitserland Zuid-Korea - Togo Frankrijk - Zuid-Korea Togo - Zwitserland Togo - Frankrijk Zwitserland - Zuid-Korea                                           | Spanje - Oekraïne Tunesië - Saoedi-Arabië Spanje - Tunesië Saoedi-Arabië - Oekraïne Saoedi-Arabië - Spanje Oekraïne - Tunesië |
| Achtste finales | | | |
| Duitsland - Zweden Argentinië - Mexico                                                                                           | Italië - Australië Zwitserland - Oekraïne | Engeland - Ecuador Portugal - Nederland | Brazilië - Ghana Spanje - Frankrijk                                                                                           |
| Kwartfinales | | | |
| Duitsland - Argentinië | Italië - Oekraïne | Engeland - Portugal | Brazilië - Frankrijk |
| Halve finales | | | |
| Duitsland - Italië | Duitsland - Italië | Portugal - Frankrijk | Portugal - Frankrijk |
| Troostfinale | | | |
| Duitsland - Portugal | | | |
| Finale | | | |
| Italië - Frankrijk | | | |